# Ubi primum (Benedikt XIV.)
Mit der ersten modernen Enzyklika Ubi primum begründete Papst Benedikt XIV. (1740–1758) kurz nach seinem Amtsantritt mit der Veröffentlichung am 3. Dezember 1740 die bis heute währende Tradition der Enzykliken.
In Ubi primum sprach er über die Pflichten der Bischöfe und deren Amtsführung und wandte sich so als erster Papst an die gesamte Katholische Kirche.

## Die Pflichten der Bischöfe

### Du bist der Hirte
In seiner Begrüßungsformel wendet sich Papst Benedikt XIV. ausdrücklich an seine Brüder, die Patriarchen, die Erzbischöfe und Bischöfe. („Ubi Primum“ ... „Sobald“ ... es Gott gefällt, uns zu einer Obrigkeit zu erheben). Er verweist auf die ursprüngliche Aufgabe der Bischöfe, die die Hirten ihrer Herde sein sollen. Sie sollten sie leiten und schützen und seien für sie verantwortlich, woraus sich Pflichten ergäben.

### Über die Bedeutung der Geistlichkeit (Klerus)
Benedikt weist in dieser Enzyklika darauf hin, dass die Bedeutung des Klerus von großer Wichtigkeit ist. Er mahnt die Bischöfe an ihre Pflicht, als „höher im Amt“ gestellte Personen richtig zu handeln, und erklärt den Bischof zu einer Art „Amtsleiter“.

### Die Ausbildung der Priester
Es obliege den Bischöfen, die Ausbildung der Priester zu leiten und zu überwachen. Die Priester sollten alles Notwendige von ihnen in den Priesterseminaren erlernen, die Bischöfe sollten Ausbilder und zugleich Vorbilder für die jungen Priester sein.

### Die Auswahl der Priesteramtskandidaten
Die Bischöfe unterlägen einer besonderen Pflicht und Verantwortung bei der Auswahl der Priesteramtskandidaten. Sie sollten die Ausbildungskriterien festlegen und für ihre Einhaltung sorgen. Dabei sollten die Bischöfe aber keine Administratoren sein, vielmehr sei es „die Sprache des Oberhirten“, welcher die jungen Priester folgen sollten.

### Bischöfliche Visitationen
Als eine bedeutende Pflicht der Bischöfe beschreibt Benedikt XIV. die Visitationen (Aufsichtsreisen) bei den Gemeinden. Die Bischöfe werden von ihm aufgefordert, sich ihrer „Herde“ zu zeigen und gleichzeitig die Einhaltung der religiösen und administrativen Vorschriften zu überprüfen.

### Exhortatio
In der abschließenden Exhortatio ermuntert, ermahnt und fordert der Papst die Bischöfe auf, die Übernahme der Pflichten und Aufgaben zu beachten und die Verantwortung für seine Gemeinden (Herden) zu tragen.